# Aleurocanthus esakii
Aleurocanthus esakii là một loài côn trùng cánh nửa trong họ Aleyrodidae, phân họ Aleyrodinae.
Aleurocanthus esakii được Takahashi miêu tả khoa học đầu tiên năm 1936.